# Dominique Lemerle
Pour les articles homonymes, voir Lemerle.
Dominique Lemerle (né le 25 février 1955 à Paris) est un contrebassiste de jazz français.

## Biographie
Il commence sa carrière dans différents clubs parisiens (Caveau de la Montagne, Petit Journal, Riverbop, Caveau de la Huchette, Petit Opportun, etc.) avec différentes formations, notamment avec le pianiste Hervé Legrand (fils du compositeur Michel Legrand) et le batteur Éric Dervieu.
Puis il entre dans le quartet du guitariste Philippe Petit (avec le pianiste Michel Graillier et le batteur Aldo Romano), avec lequel il enregistre un premier album, Écoute.
Il travaille ensuite dans le quartet du batteur Charles « Lolo » Bellonzi (avec le tromboniste Glenn Ferris ou le saxophoniste ténor Éric Barret, le pianiste Olivier Hutman et parfois le percussionniste Gérard Carocci), avec lequel il enregistre Quartet featuring Glenn Ferris.
Il fit également partie de L'Orchestre de contrebasses, avec lequel il enregistra Danses occidentales.
Il joue alors dans les groupes du trompettiste Patrick Artero, de la chanteuse Sara Lazarus (avec les pianistes Patrice Authier, Arnaud Mattei ou Jacky Terrasson et les batteurs Jean-Claude Jouy ou Al Levitt), du trompettiste François Chassagnite (avec le pianiste Arnaud Mattei et le batteur Oliver Johnson) et du pianiste Bernard Maury (avec les frères Belmondo — le saxophoniste Lionel Belmondo et le trompettiste et bugliste Stéphane Belmondo — et le batteur Simon Goubert).
Il rejoint la formation du guitariste Jimmy Gourley (avec Philippe Combelle, Barney Wilen ou André Villéger, Richard Galliano, parfois Sean Gourley), avec laquelle il enregistre plusieurs albums dont Flyin' The Coop, Double Action et Our Delight, et joue dans des clubs et des festivals en France, aux États-Unis, en Afrique, en Italie, etc.
Il joue avec les frères guitaristes Boulou et Elios Ferré, avec lesquels il effectue des tournées en Afrique de l'Est, en Inde, au Pakistan, au Népal, en Turquie, etc.
Il accompagne le trio du pianiste Warren Bernhardt (avec les batteurs Philippe Soirat ou Roy Haynes), et aussi des musiciens français ou étrangers tels que Chet Baker, Arnett Cobb, Johnny Griffin, Kenny Drew, Gary Dial, Armen Donelian, Christian Vander, Andy Laverne, Tal Farlow, Brownie McGhee, Maurice Vander, René Urtreger, Sonny Grey, Jesse Davis, Kim Parker (fille de Charlie Parker), Deborah Brown, Guy Lafitte, Roy Hargrove, Julie Monley, Valéry Ponomarey, Zool Fleischer, Alain Jean-Marie, René Mailhes (avec qui il enregistre Gitrane et Chtildo), Katy Roberts (avec qui il enregistre The Vibe et Live à l'Archipel), Bévinda dans son spectacle Serge Gainsbourg telle qu'elle consacré aux chansons de la période 1958-1968 (album du même nom), etc.[style à revoir]